# Гуртожиток «Гігант»
«Гіга́нт» або ко́мплекс студе́нтських гурто́житків «Гіга́нт», або ко́мплекс пролета́рського студе́нтства «Гіга́нт», або «Буди́нок пролета́рського студе́нтства № 1» — комплекс пам'яток архітектури епохи конструктивізму та гуртожиток НТУ «ХПІ» в історичному центрі Харкова, збудований впродовж 1929—1931 років за проєктом архітекторів Олександра Георгійовича Молокіна та Г. Д. Іконнікова.

## Історія

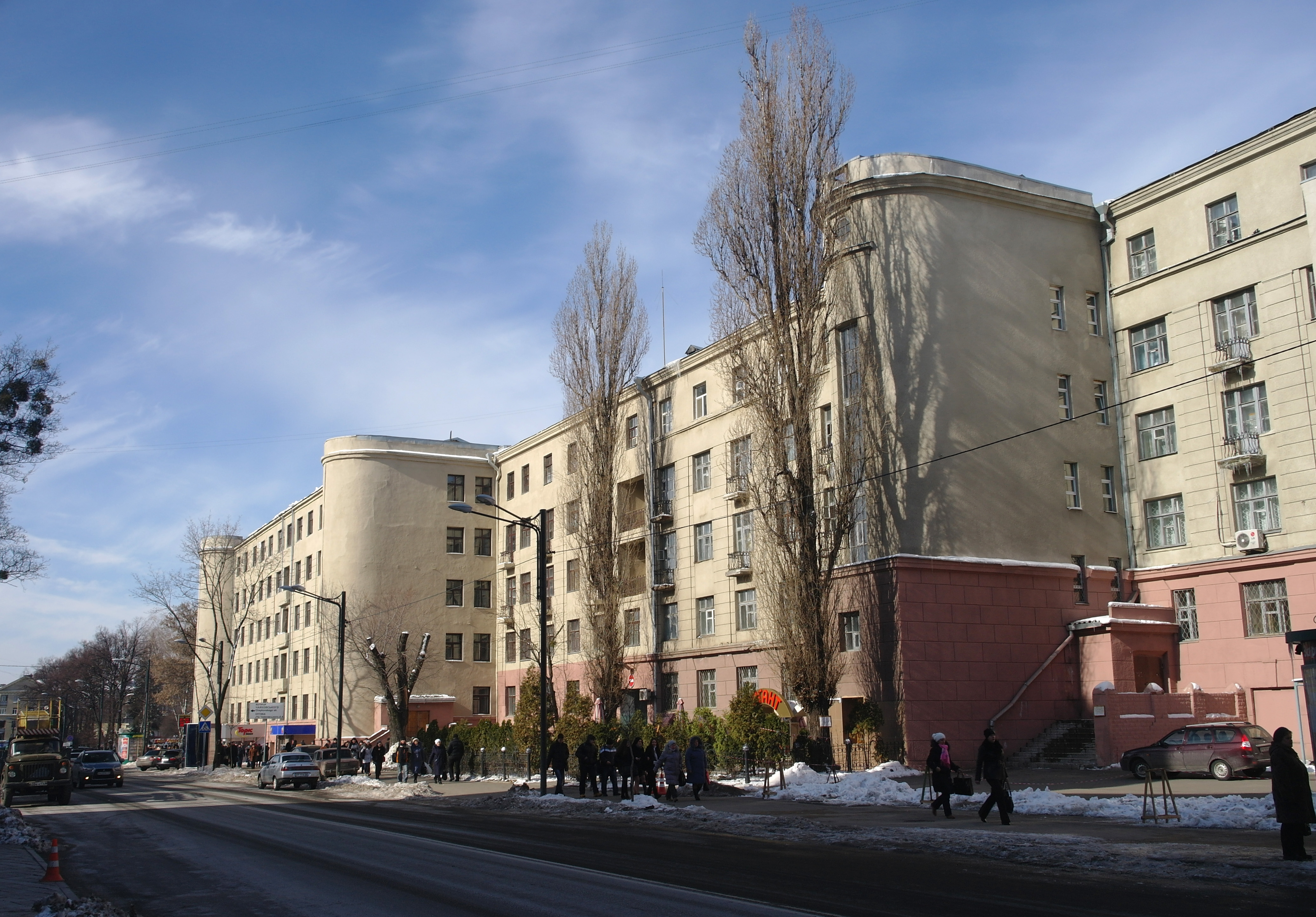
Зі сторони вулиці Майка Йогансена

У 1920-1930-х роках Харківський політехнічний інститут був реорганізований, а на його базі утворено ще декілька інститутів. Постала проблема з нестачею приміщень для нових навчальних закладів, які тимчасово займали будівлі єпархіального училища між колишньою вулицею Єпархіальною (нині Алчевських) та вулицею Григорія Сковороди.
У 1927 році Головсоцстрахом було оголошено конкурс на нову «будівлю пролетарського студентства № 1». Його виграв проєкт архітекторів Олександра Георгійовича Молокіна та Г. Д. Іконнікова, який являв собою десять зсунутих п'яти- та шестиповерхових секцій. Споруда виконана у стилі конструктивізм, який набирав популярности у СРСР, зокрема у «столиці» Радянської України, де вже було зведено Держпром, Задержпром'я, Головпоштамт тощо. Первісно мала великі широкі вікна, що впускали у приміщення багато світла, в тому числі й через ламане планування та заокруглені сходові клітки у ризаліті. Будівництво розпочалося у 1929 році, а завершилося у 1931.
Через свої великі та масштабні розміри, що домінували над невеликими малоповерховими дореволюційними будівлями, споруда отримала свою назву «Гігант». Офіційна ж назва — «Будинок пролетарського студентства No 1».
Під час Другої світової війни будівля Гіганту, як і будівлі поруч, зазнала бомбардувань. Було повністю зруйновано дах, деякі стіни та перекриття. У 1949 році розпочалося відновлення будівлі з частковою зміною зовнішнього вигляду, зокрема були закладені панорамні вікна, додано деталі радянського неокласицизму, замінено балкони. Проєкт реконструкції виконаний архітекторами Ноєм Мойсейовичем Підгорним та А. М. Покірним.
Будівля занесена до переліку пам'яток архітектури та містобудування місцевого значення як «Комплекс студентських гуртожитків», охоронний номер № 7336-Ха.

## Загроза руйнації

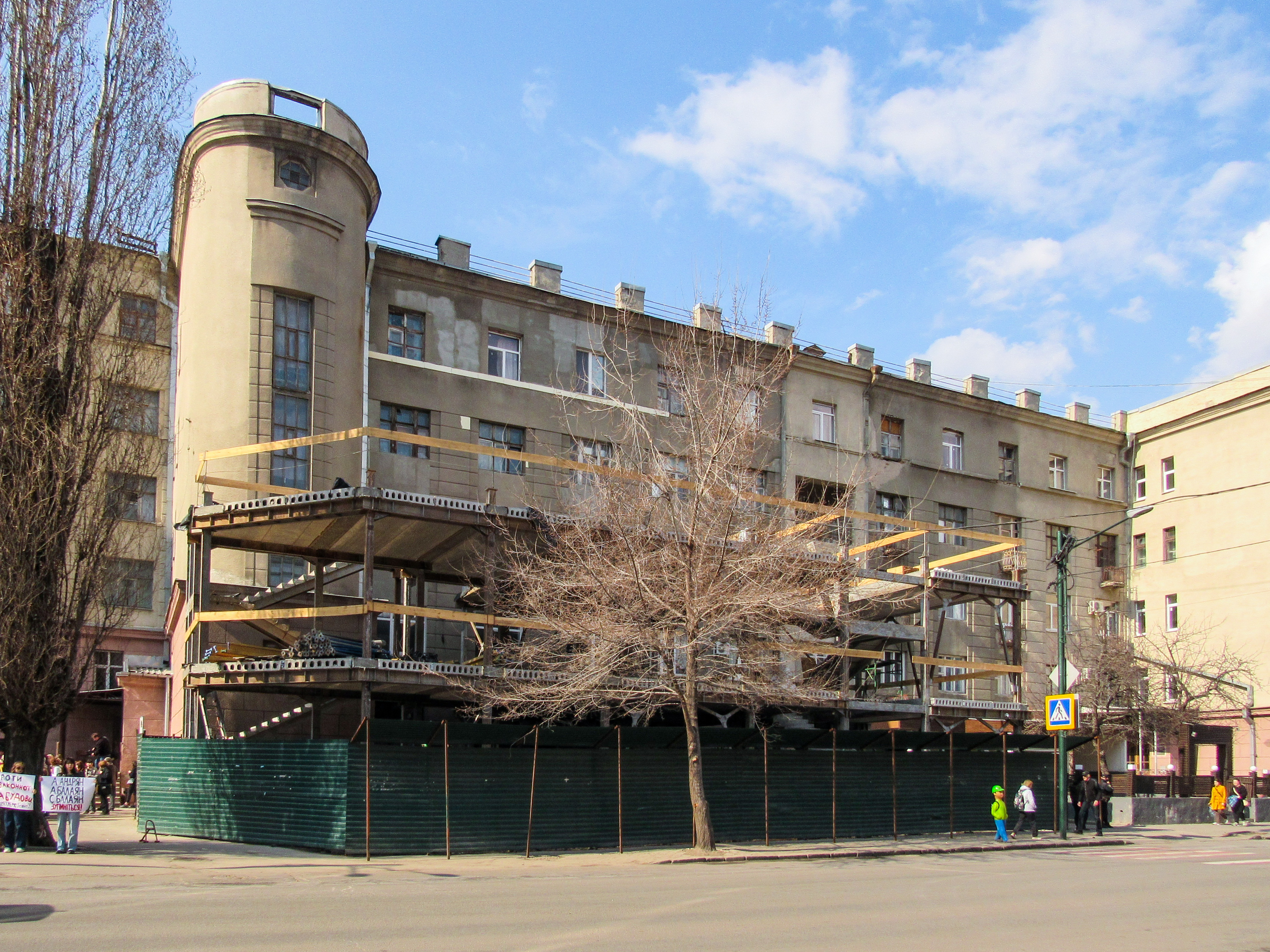
Незаконна прибудова до будівлі

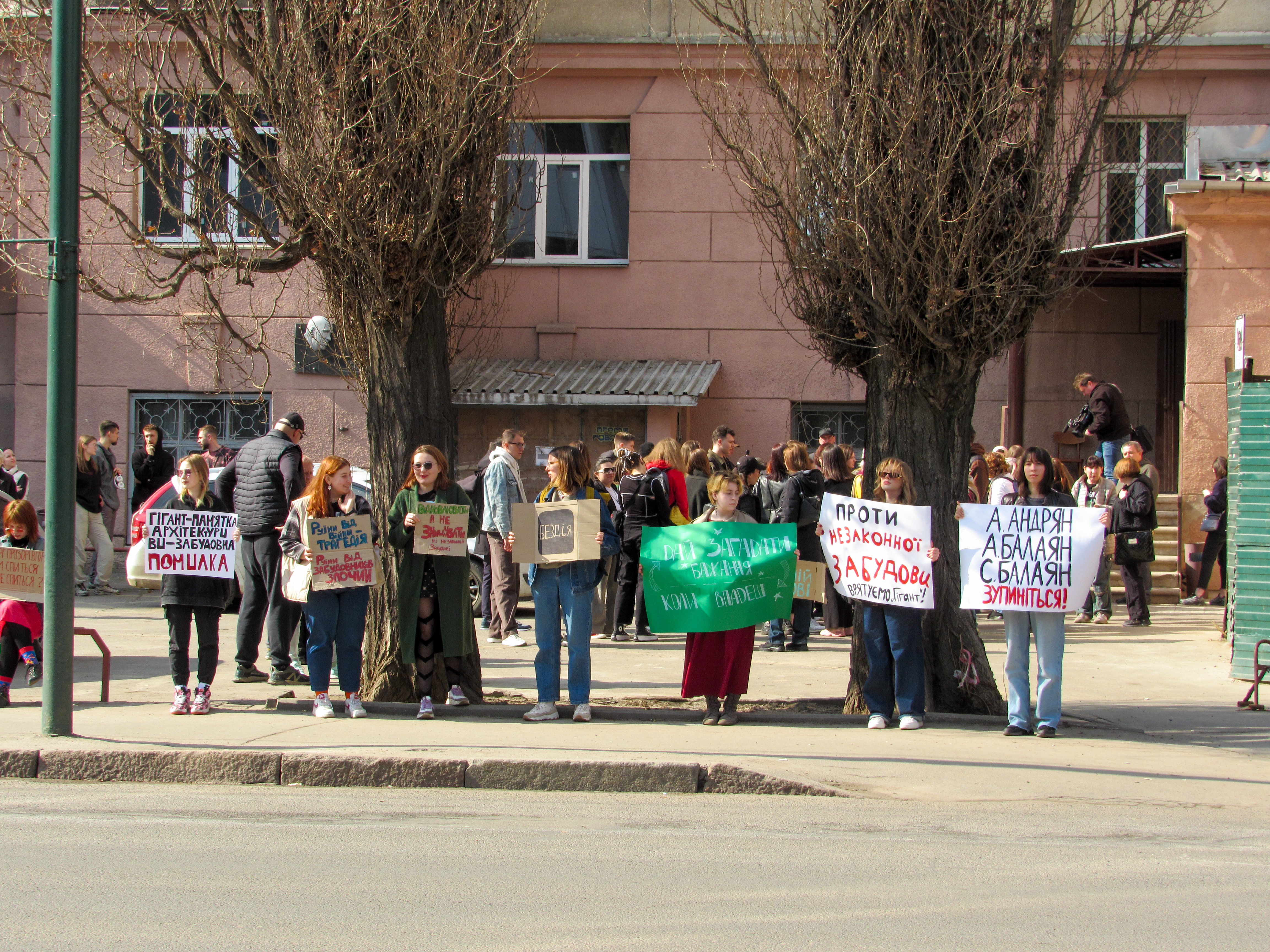
Друга акція протесту проти незаконної забудови

Влітку 2023 року в пам'яткоохоронній зоні будівлі «Гігант», посеред тротуару, за межами червоної лінії вулиці розпочалося будівництво. Директор Департаменту у справах інформації та зв'язків з громадськістю Харківської міської ради Юрій Сидоренко та мер Харкова Ігор Терехов наказали зупинити будівництво та поінформували, що забудовник нібито має всі необхідні дозволи та містобудівні умови на спорудження нежитлової будівлі висотою до 25 метрів (приблизно 8 поверхів) на 100 % ділянки. Департамент інспекційної роботи Харківської міської ради мав дослідити документи на законність. На деякий час роботи на об'єкті зупинилися.
За інформацією активістів, забудовник не мав відповідних дозволів на спорудження об'єкта, не встановив відповідний інформаційний щит про будівництво та зведення будівлі порушує Закон України «Про охорону культурної спадщини».
25 грудня 2024 року незаконне будівництво відновилося. За даними Харківського антикорупційного центру у пам'яткоохоронній зоні зводиться ресторан ZORI, споруда є капітальною з класом довговічности понад 50 років, що загрожує існуванню, збереженню та екранізації пам'ятки. Ректор Харківського національного університету «Харківський політехнічний інститут» Євген Сокол виступає проти цієї незаконної забудови, що за його словами заважатиме навчальному процесу та життю студентів у гуртожитку.
4 лютого 2025 року на будівництві з'явився інформаційний щит з даними про будівництво, однак він є не повним, а також не було досі отримано дозволу від Департаменту культури й туризму Харківської обласної військової адміністрації. Як повідомляє ХАЦ, одна з двох власників фірми забудовника, що зазначена на щиті, внесена до реєстру корупціонерів за хабар у містобудівній сфері, інший — порушував Закон України «Про архітектурну діяльність».
Станом на лютий 2025 року побудовано три поверхи та розпочато зведення залізобетонних перекриттів.

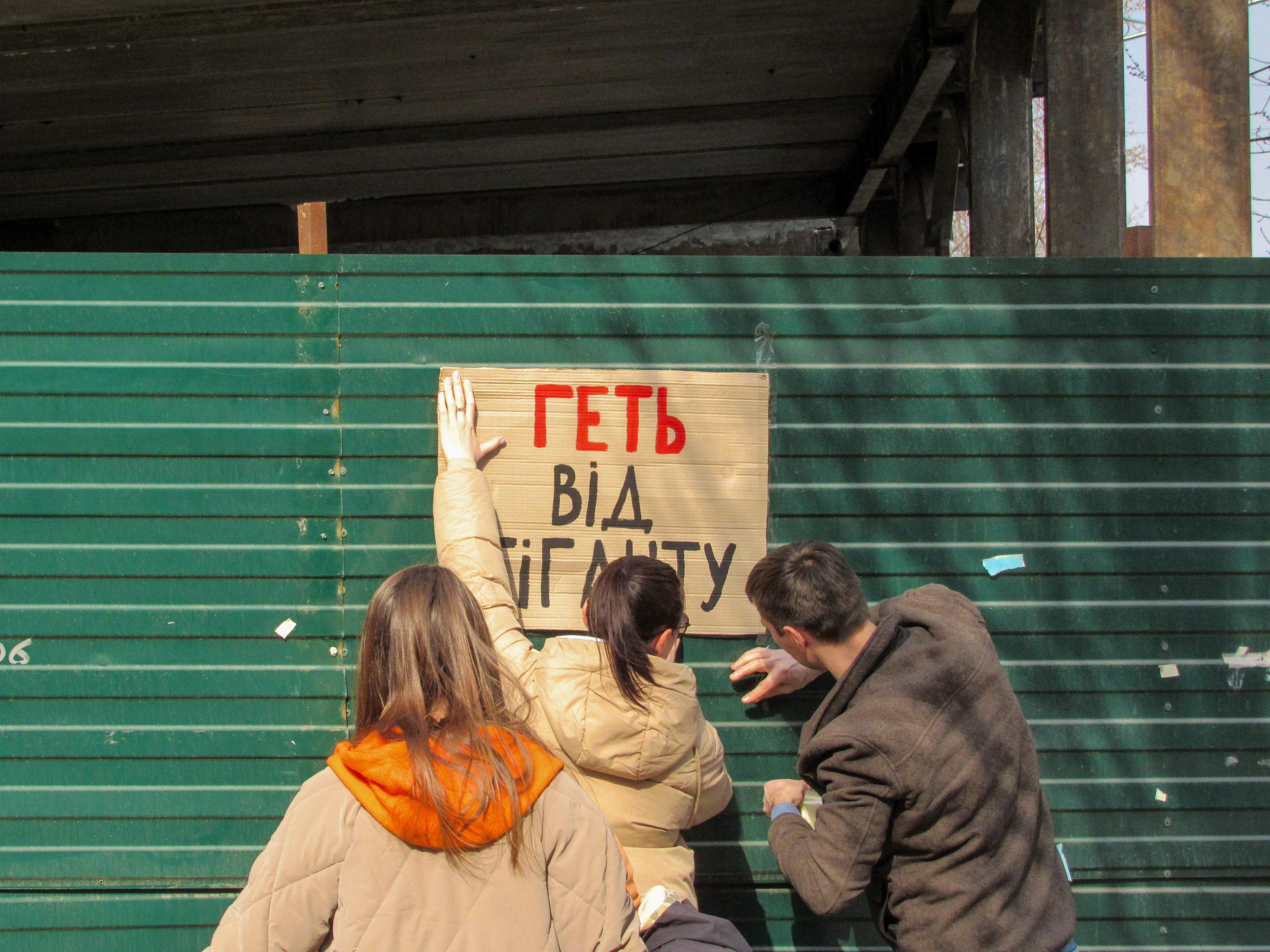
Протестувальники клеять плакат «Геть від Гіганту»

8 лютого 2025 року перед будівлею «Гіганту», де проводиться незаконне будівництво, відбулася акція протесту проти будівництва, а також збиралися підписи за звільнення з посади головної архітекторки міста Тетяни Поліванової, яка не виконує свої обов'язки з початку широкомасштабного вторгнення, але залишається на посаді. Демонстрація організована Харківським антикорупційним центром та Медіа Люк, що стало другою акцією протесту проти незаконної забудови після «пікніка у Саржиному яру» у Харкові з початку російського вторгнення.
14 лютого 2025 року Департамент культури й туризму Харківської обласної військової адміністрації виписав власнику кафе припис і передав справу до окружної прокуратури Київського району.
4 березня 2025 року харківський міський голова Ігор Терехов виконав одну з умов протестувальників і звільнив головну архітекторку Харкова Тетяну Поліванову, яка не виконувала своїх обов'язків після початку широкомасштабного вторгнення та перебувала закордоном. Однак жодних повторних коментарів щодо законности забудови він не надавав.
23 березня 2025 року відбулася повторна акція протесту «ZORIпад 2», де було оголошено подальші дії активістів щодо незаконної забудови та підписано колективні звернення до прокуратури та Міністерства культури. На акції були присутні близько багато людей, представники багатьох медіа, голова Харківського антикорупційного центру Дмитро Булах, архітектори тощо.
За ухвалою суду задоволено заяву прокуратури щодо заборони будівельних робіт на об'єкті. На 11 червня 2025 року заплановано перше засідання суду у позові прокуратури проти забудовника.

## Галерея

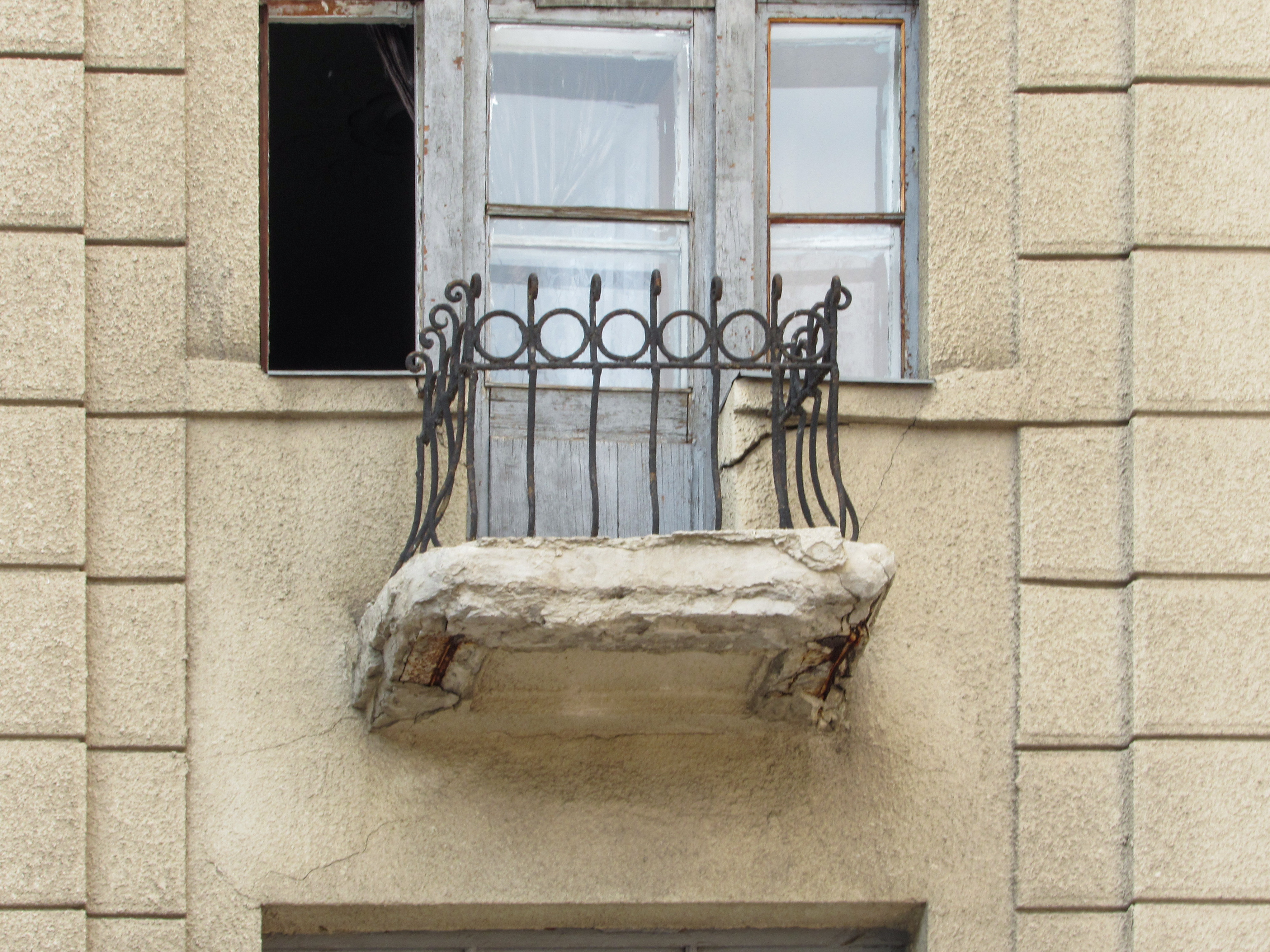
Балкон
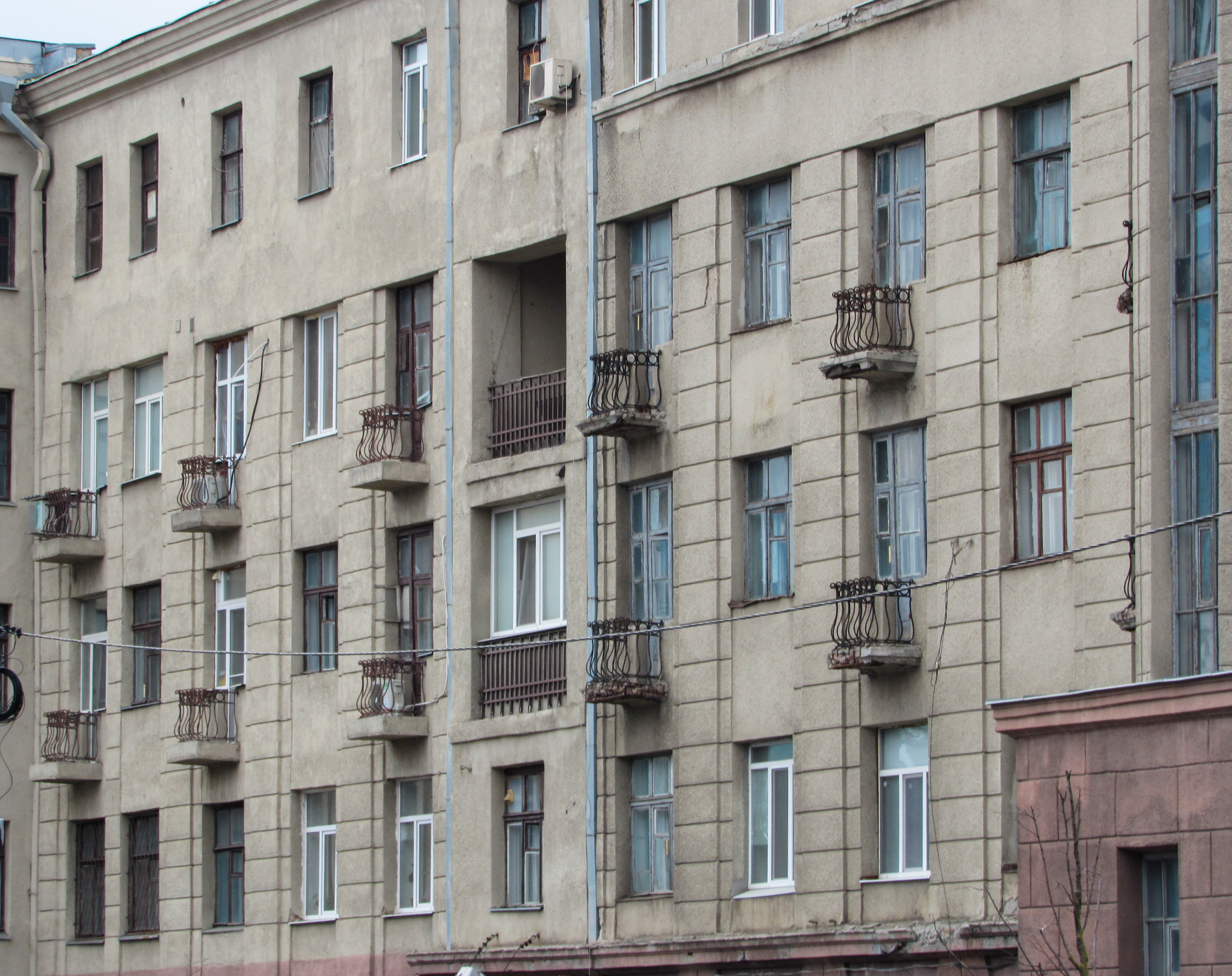
Один з фасадів
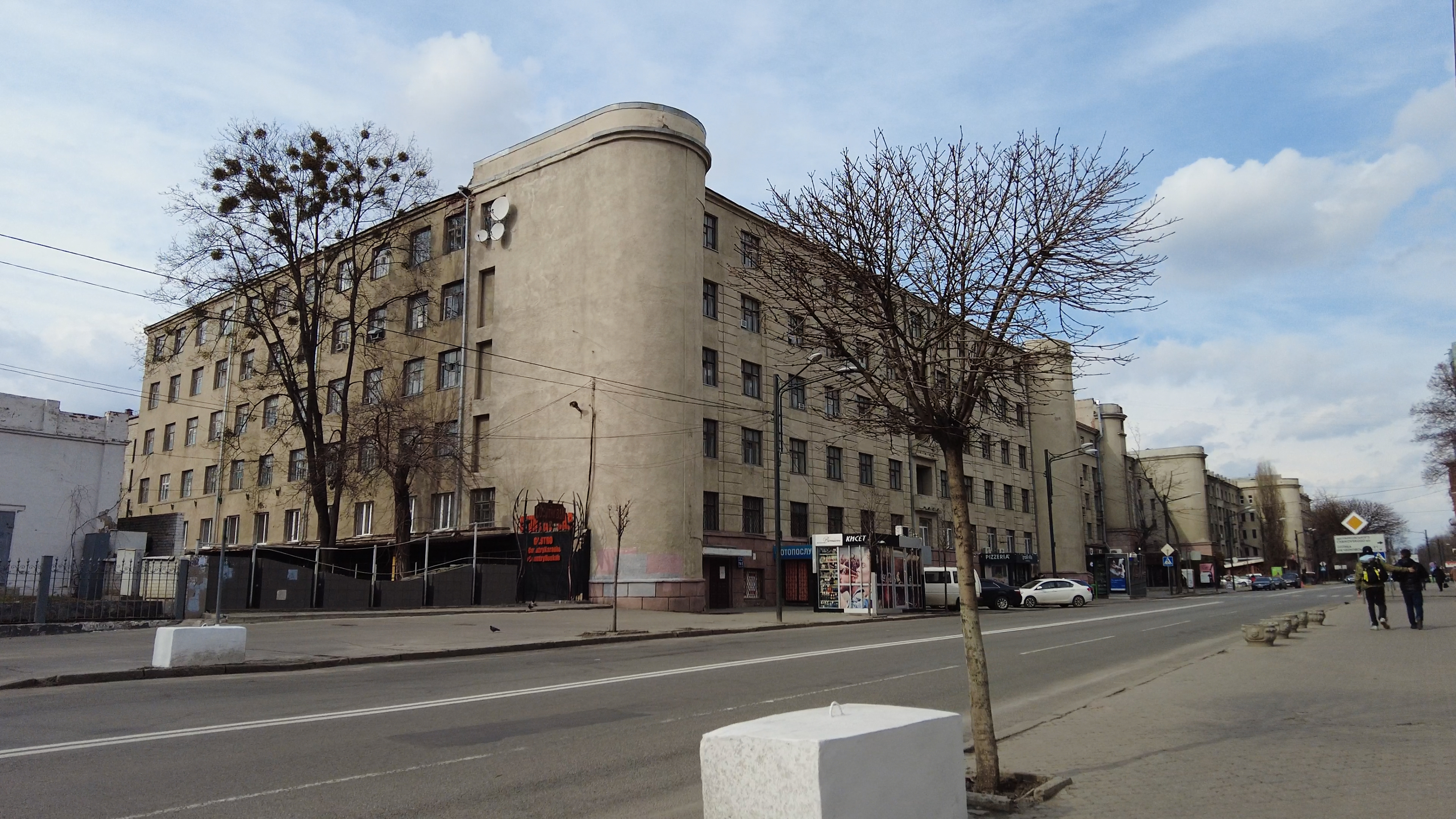
Найпівденніша частина
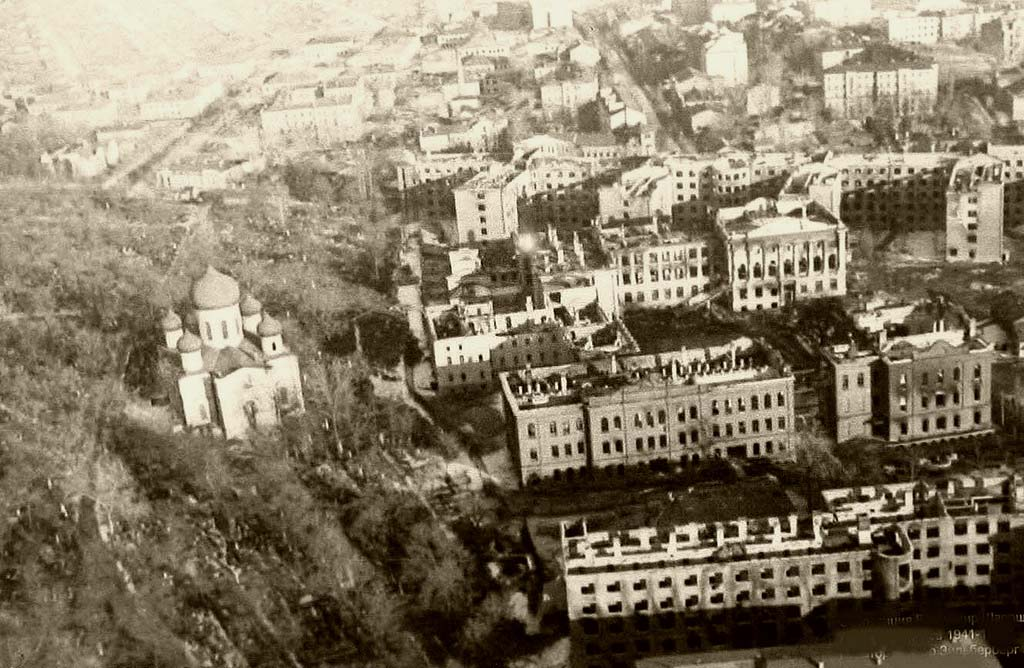
Німецьке аерофотознімання району зі сторони вулиці Алчевських
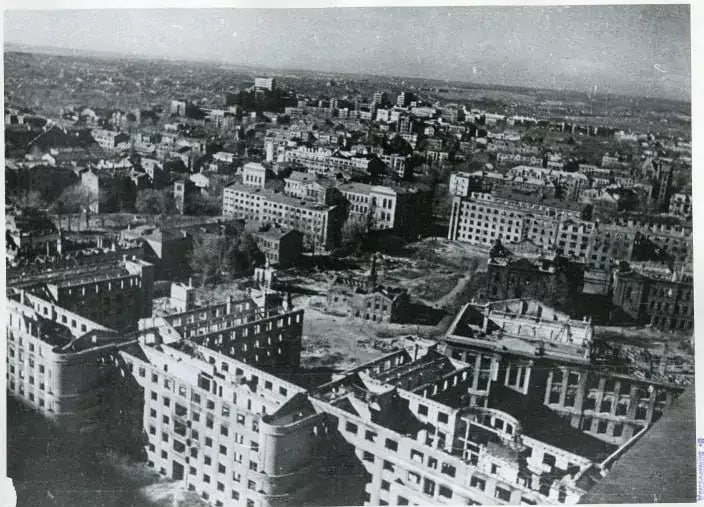
Німецьке аерофотознімання району вулиць Григорія Сковороди та Алчевських
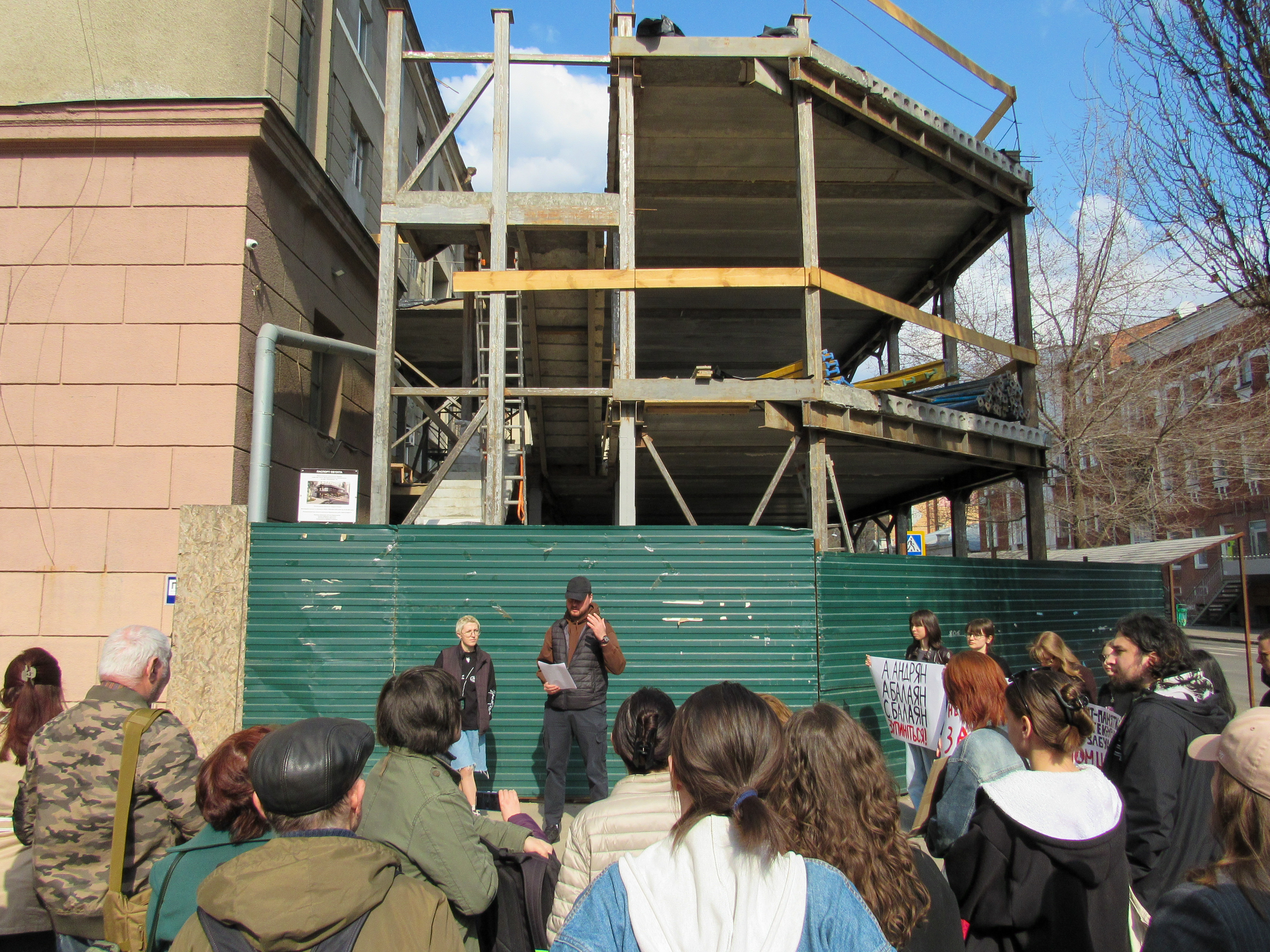
Дмитро Гулах зачитує відповідь Департаменту культури на протесті в березні 2025
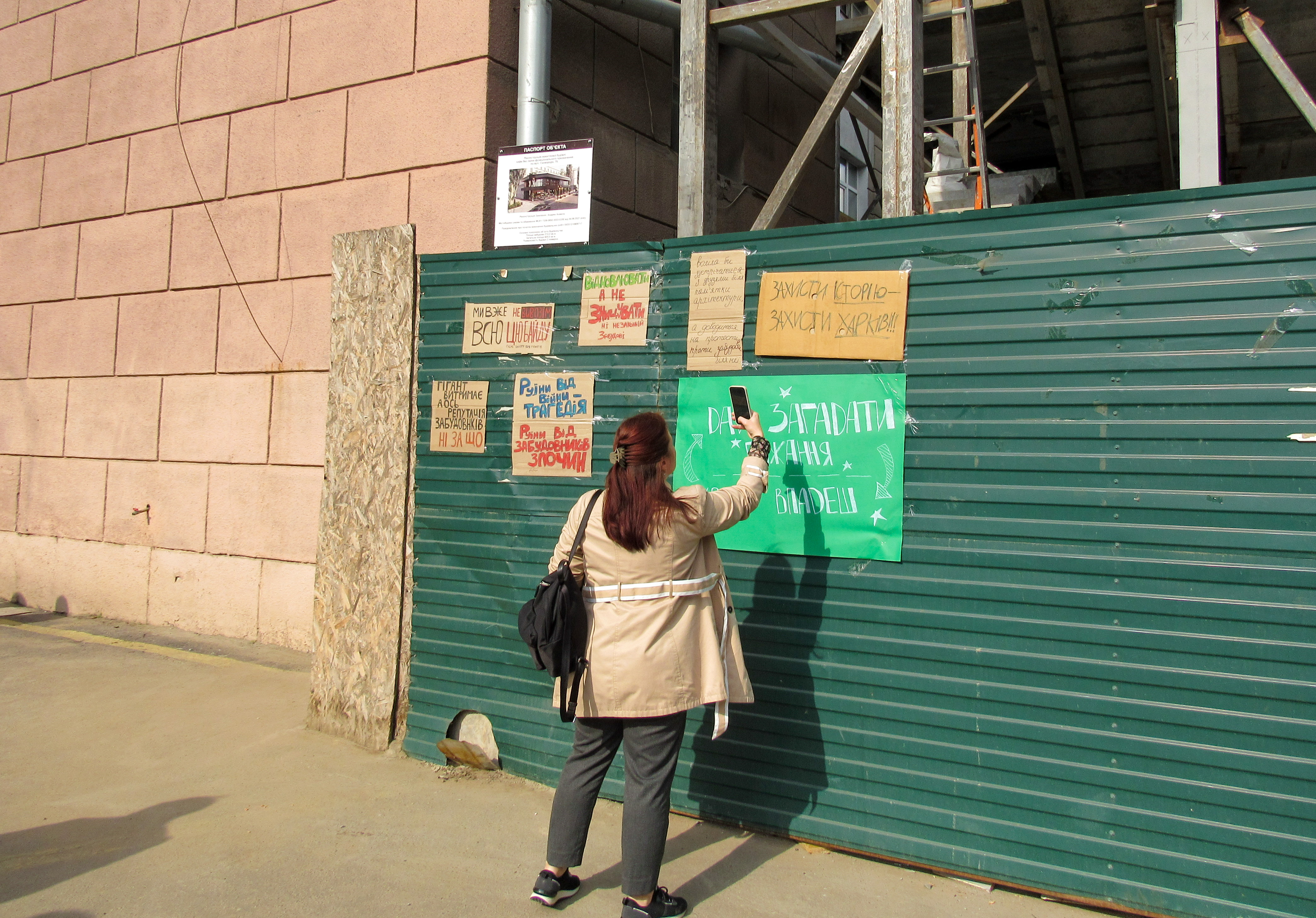
Жінка фотографує плакати на акції протесту проти незаконної забудови
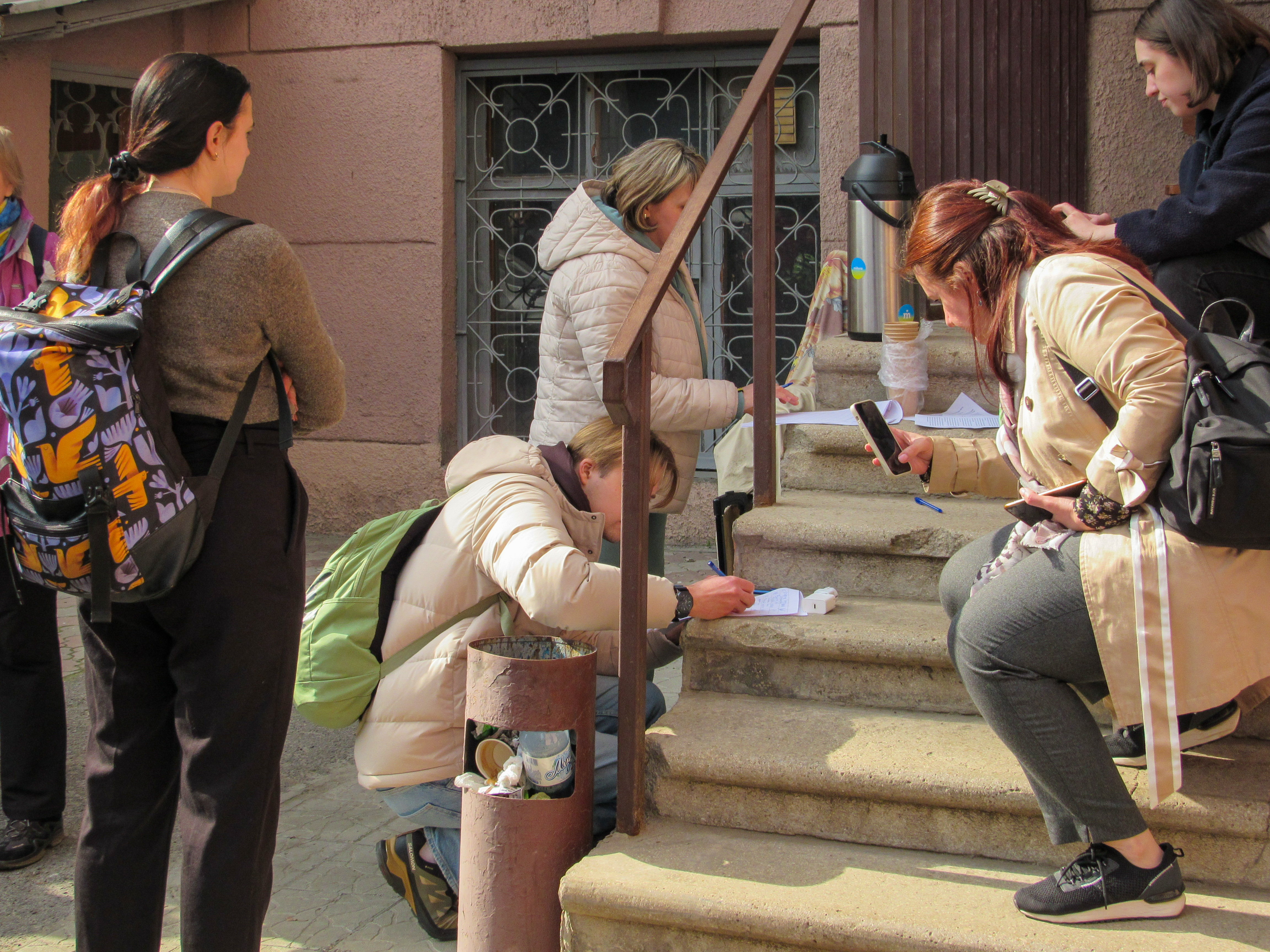
Підписання звернень на акції протесту в березні 2025
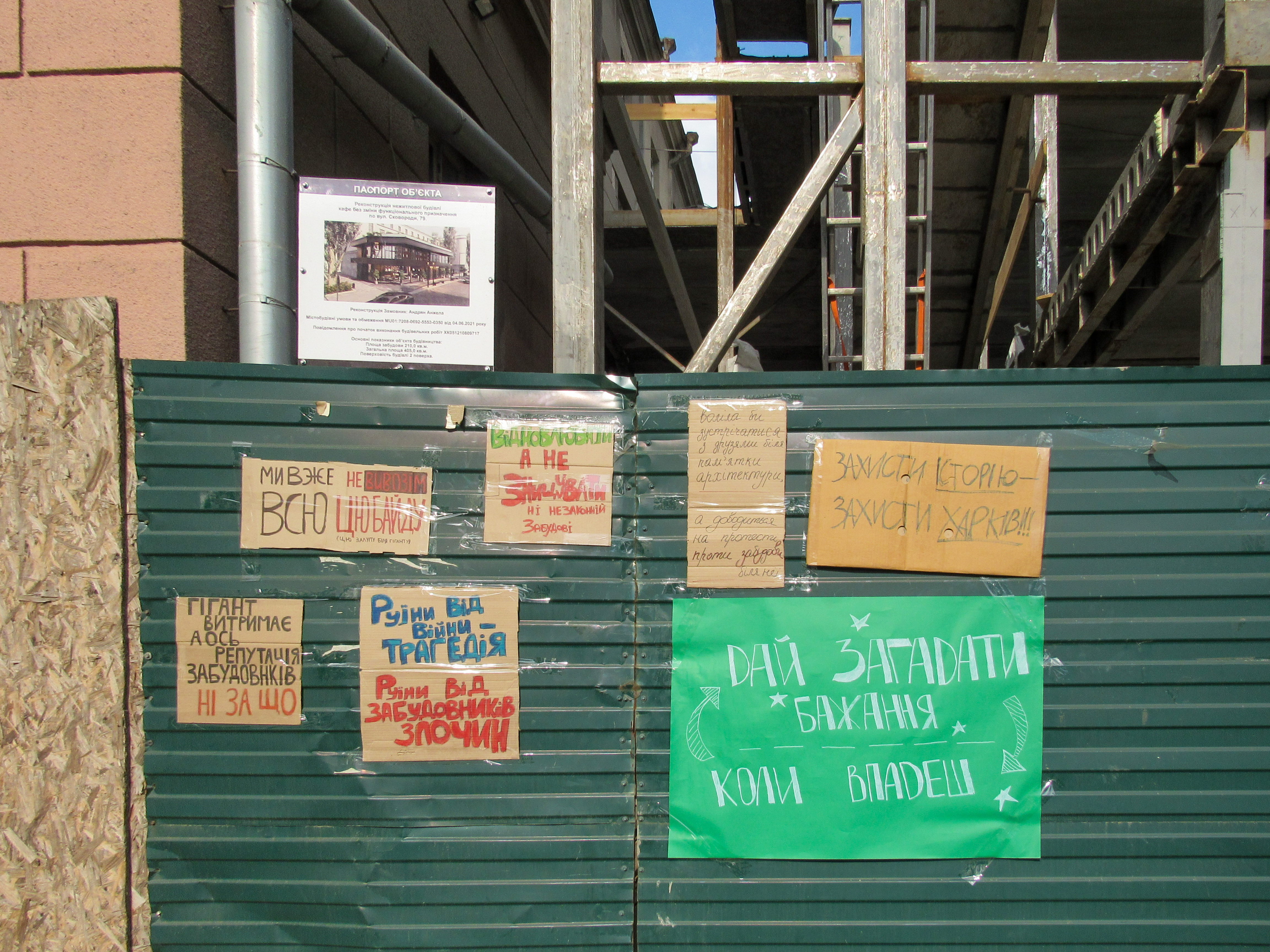
Плакати та паспорт на паркані незаконної забудови